# Oktetreglen
Oktetreglen (også kaldet ædelgasreglen) er betegnelsen på den observation at kemiske grundstoffer har en forkærlighed for at optage eller afgive elektroner, så deres elektronkonfiguration kommer til at ligne ædelgasserne mht. antallet af elektroner i deres yderste skal.
Populært siger man at grundstofferne tilstræber at få otte elektroner i yderste skal. De letteste grundstoffer hydrogen, lithium, beryllium og bor stræber dog efter to elektroner i yderste skal, da ædelgassen helium kun har to i yderste skal. Denne afvigende regel kaldes undertiden for dubletreglen.
Oktetreglen gælder kun for hovedgrupperne; overgangsmetallerne, lanthaniderne og actiniderne følger ikke oktetreglen.